# Витовле (Словения)
Витовле (словен. Vitovlje) — село в общине Нова-Горица, регион Горишка, Словения. Высота над уровнем моря: 245.6 м. Расположено у южных склонов Трновского леса по обе стороны от региональной автомобильной дороги R2-444 Айдовшчина — Нова-Горица между сёлами Осек и Шемпас.

## Памятные места
Церковь Успения Пресвятой Богородицы (словен. Marijino Vnebovzetje), построена в 14-м веке на скалистом холме (604 м), возвышающемся над селом, место паломничества.
Памятник павшим в Народно-освободительной войне 1941—1945 гг.
Мемориальная плита на месте гибели Героя Советского Союза Мехти Гусейнзаде.